# Hexachloroiridate d'ammonium
L'hexachloroiridate d'ammonium est un composé inorganique de formule (NH4)2[IrCl6]. Ce sel d'ammonium du complexe d'iridium(IV) [IrCl6]2− se présente sous la forme solide brun foncé. C'est un composé commercialement important de l'iridium, l'un des complexes les plus communs d'iridium(IV). Un composé proche mais mal défini est le tétrachlorure d'iridium, les deux composés étant utilisés de manière interchangeable.

## Structure
Ce composé a été caractérisé par cristallographie aux rayons X ;  il cristallise avec une structure cubique semblable à celle de l'hexachloroplatinate d'ammonium, les centres de  [IrCl6]2− adoptant  une géométrie moléculaire octaédrique.

## Production
L'hexachloroiridate d'ammonium est produit par réaction en solution aqueuse entre le chlorure d'ammonium et l'hexachloroiridate de sodium et récupéré par précipitation,.

## Utilisations
L'hexachloroiridate d'ammonium et un intermédiaire clé dans l'isolation de l'iridium à partir de minerais. La plupart des autres métaux forment des sulfures insolubles en solution aqueuse lorsque leurs chlorures sont traités par le sulfure d'hydrogène, mais [IrCl6]2− résiste à cette substitution de ligands. Chauffé sous atmosphère d'hydrogène, le sel se convertit en métal :
(NH4)2[IrCl6]  +  2 H2   →  Ir  +  6 HCl  +  2 NH3